# Ноттавей
Но́ттавей (англ. Nottaway River) — река в провинции Квебек в Канаде.

## География

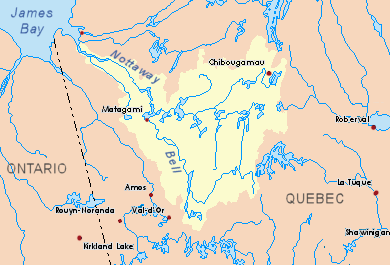
Естественный бассейн реки Ноттавей показан жёлтым

Река берёт начало из озера Матагами на высоте 233 метров над уровнем моря. Длина реки — 225 км. Площадь водосборного бассейна насчитывает 65 800 км². Среднегодовой расход воды — 1190 м³/с. Река впадает в бухту Руперт на южной оконечности залива Джеймс.
В 1870-х годах Ноттавей, с его быстрым течением и большим гидроэнергетическим потенциалом, был исследован канадским геологом Робертом Беллом.
Во второй половине XX века Ноттавей, вместе с реками Бродбак и Руперт, первоначально предполагалось перекрыть плотинами и развивать дольше в рамках проекта Залив Джеймс. Но в 1972 году было начато строительство гидроэлектростанций на более северных реках Ла-Гранд и Истмейн и Проект NBR (Ноттавей-Бродбак-Руперт) был отложен. С принятием решения о переброске вод реки Руперт в реку Ла-Гранд перспективы гидроэнергетики реки Ноттавей становятся всё более туманными.

## Происхождение названия
В XVII веке в ходе конфликтов между ирокезами и алгонкинами в районе залива Джеймс река стала частью зоны военных столкновений. Европейские картографы конца XVII века, включая Жана-Батиста-Луи Франклина (1699), Гийома Делиля (1703) и Жака-Николя Билена (1744), обозначали её как Rivière des Iroquois («Река ирокезов»).
Различные формы названия «Nottaway» начали появляться с начала XVIII столетия: «Noddaways» в 1715 году, «Nodaway» в 1743, «Nodaoay» и «Nodway» в 1744. Геологи Джеймс Ричардсон и Альберт Питер Лоу использовали название «Notaway River» в своих сообщениях 1880 и 1885 годов соответственно. Действующее наименование «Nottaway» было принято в начале двадцатого столетия. Ученые полагают, что это наименование произошло от алгонкинского слова nadowe («змея»), которым алгонкинские племена привыкли называть своих врагов, в том числе и ирокезов. Кри называли реку «Natuweu Nipi», а ирокезское название было «Nottaweou».

## Бассейн
- Китчегама (Kitchigama River)
- озеро Матагами
  - Аллард
  - Белл
    - Лафламм
    - Меджискан (Megiscane River)

  - Уосуонипи
    - Шибугамо
    - Опауика (Opawica River)

Помимо озера Матагами в бассейн реки входят озёра Гоэлан, Олга, Майкасаги, Уосуонипи, Грассе (Lac Grasset), Соскумика (Lac Soscumica), Паран.